# Theodor Aufrecht

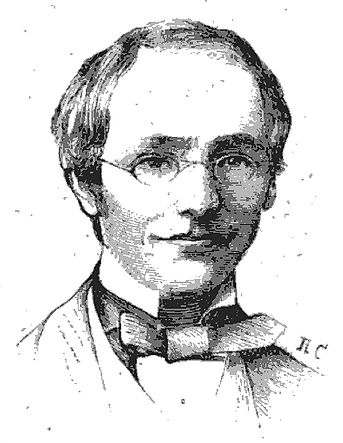
Theodor Aufrecht

Theodor Aufrecht (* 7. Januar 1822 in Leschnitz, Oberschlesien; † 3. April 1907 in Bonn) war ein deutscher Indologe und Sanskritist.

## Leben
Aufrecht arbeitete ab 1852 an der Bodleian Library in Oxford und war als Regius Professor of Sanskrit für Sanskrit und vergleichende Sprachforschung von 1861 bis 1875 an der University of Edinburgh und von 1875 bis 1889 an der Rheinischen Friedrich-Wilhelms-Universität Bonn tätig. Er veröffentlichte den Catalogus Catalogorum, in welchem sämtliche bekannten Sanskrit-Texte indiziert wurden.
Er wurde 1864 korrespondierendes Mitglied der Preußischen Akademie der Wissenschaften und 1869 korrespondierendes Mitglied der Göttinger Akademie der Wissenschaften. Ab 1902 war er auch korrespondierendes Mitglied der Bayerischen Akademie der Wissenschaften.
Nach seinem Tod vermachte er seine umfangreiche Privatbibliothek, die er zunächst seinem Freund und Universitätskollegen Eugen Prym zugedacht hatte, auf dessen Veranlassung hin der Bibliothek der Bonner Universität.

## Werke (Auswahl)
- De accentu compositorum sanscriticorum. König, Bonn 1847 (archive.org).
- Die umbrischen Sprachdenkmäler, ein Versuch zur Deutung derselben. Band 1, Dümmler, Berlin 1849 (archive.org).
- Saramâ's Botschaft. In: Zeitschrift der Deutschen Morgenländischen Gesellschaft, Band 13. 1859. S. 493–499 (Digitalisat).
- Ueber Bedeutung un Form von SVAVAN. In: Zeitschrift der Deutschen Morgenländischen Gesellschaft, Band 13. 1859. S. 499–501 (Digitalisat).
- Zwei Erzählungen aus der Bharatakadvatrinçatika und dem Katharnava. In: Zeitschrift der Deutschen Morgenländischen Gesellschaft, Band 14. 1860. S. 569–581 (Digitalisat).
- Zwei Pâtini zugetheilte Strophen. In: Zeitschrift der Deutschen Morgenländischen Gesellschaft, Band 14. 1860. S. 581–583 (Digitalisat).
- Blüthen aus Hindustan. Marcus, Bonn 1873 (babel.hathitrust.org).
- Die Hymnen des Rigveda. Marcus, Bonn 1877, Teil 1 (archive.org), Teil 2 (archive.org).
- Catalogus catalogorum. An alphabetical register of Sanskrit works and authors. Brockhaus Leipzig 1896 (kvk.bibliothek.kit.edu).
- Katalog Der Sanskrit Handschriften Der Universitats Bibliothek zu Leipzig. Harrassowitz, Leipzig 1901 (kvk.bibliothek.kit.edu).
- Die Sanskrit-Handschriften der Königlichen Hof- und Staatsbibliothek in München. Palm, München 1909. (kvk.bibliothek.kit.edu).